# Bretten (Alto Reno)
Bretten é uma comuna francesa na região administrativa de Grande Leste, no departamento do Alto Reno. Estende-se por uma área de 4,16 km². Em 2010 a comuna tinha 186 habitantes (densidade: 44,7 hab./km²).